# Шпуровий дренаж
Шпуровий дренаж (рос. шпуровой дренаж, англ. borehole drainage; нім. Bohrlochabsaugung f, Absaugung f durch Bohrlöcher, Entgasung f mittels Bohrlöchern)– осушення водоносних порід за допомогою шпурів. У інтервалі залягання водоносних пісків шпури обладнують фільтрами. Ш.д. використовують у період будівництва і експлуатації гірничих підприємств для локального дренажу водоносних порід, що залягають в безпосередній близькості від корисних копалин. Шпуровий дренаж використовують також для відведення шахтних вод нижче підошви гірничих виробок.